# Glacera Sarpo Laggo
La Glacera Sarpo Laggo (traducció local de Young Husband, marit jove) és una glacera al territori de Xinjiang (Xina), dins la serralada del Karakoram. Es troba al nord de la subserralada del Baltoro Muztagh. S'hi pot arribar des de la Glacera de Baltoro al costat sud pakistanès del Karakoram via el coll Old Muztagh al nord-est de les Torres del Trango. És tanmateix més fàcil d'arribar-hi per la glacera del costat nord, començant un llarga travessa des de Kaixgar a la carretera del Karakoram i finalment passant pel campament base nord del K2.
La glacera rep el nom de Francis Younghusband, qui fou la primera persona en travessar el coll vell de Mustagh i entrar a la regió. Hi ha una altra glacera no gaire lluny, també anomenada glacera Younghusband (o glacera Biango) que baixa des de la Torre Muztagh cap a la glacera Baltoro.

## Enllaços externs

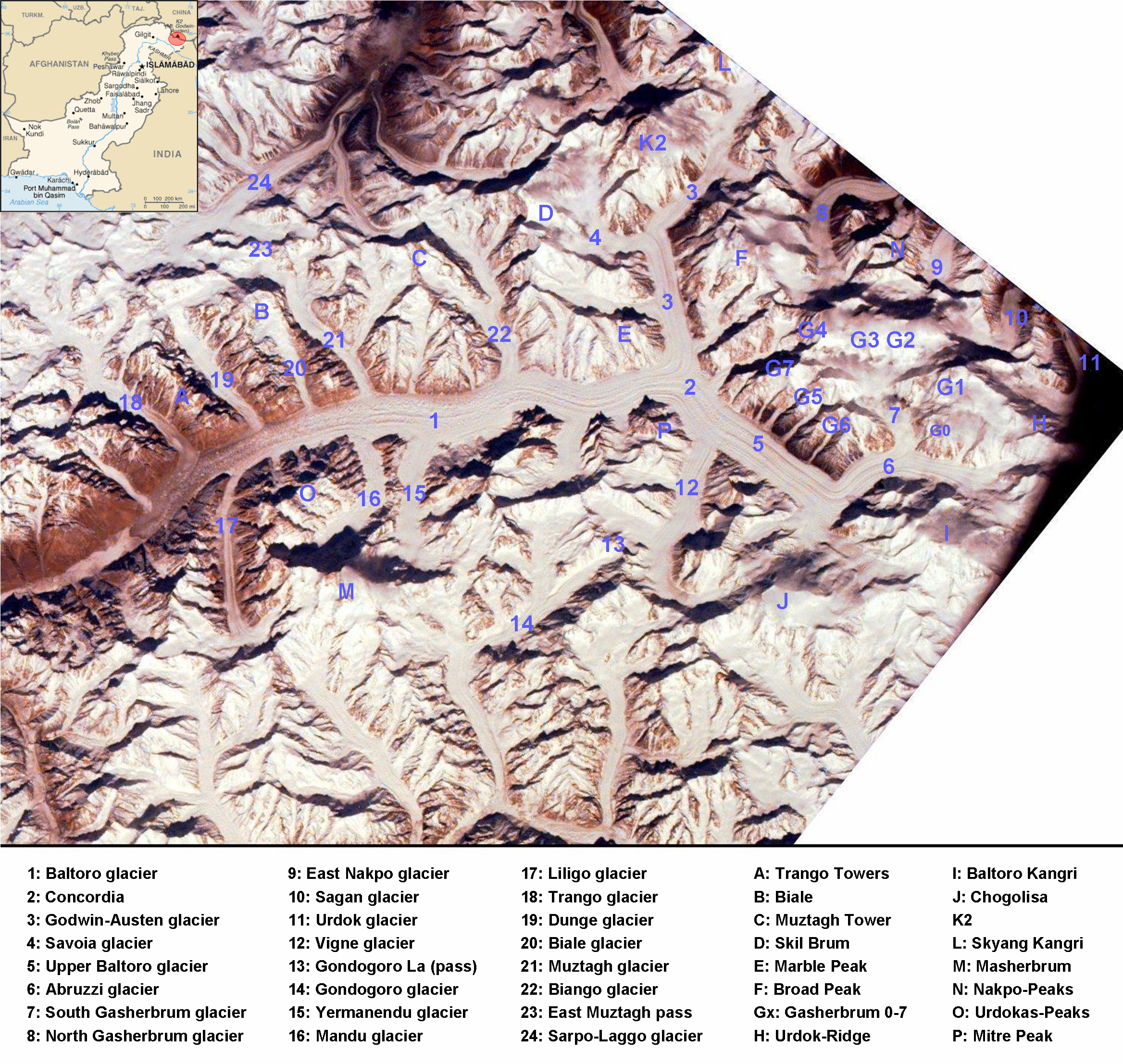
Vista de satèl·lit de la regió del Baltoro (la glacera Sarpo Laggo és la número 24.

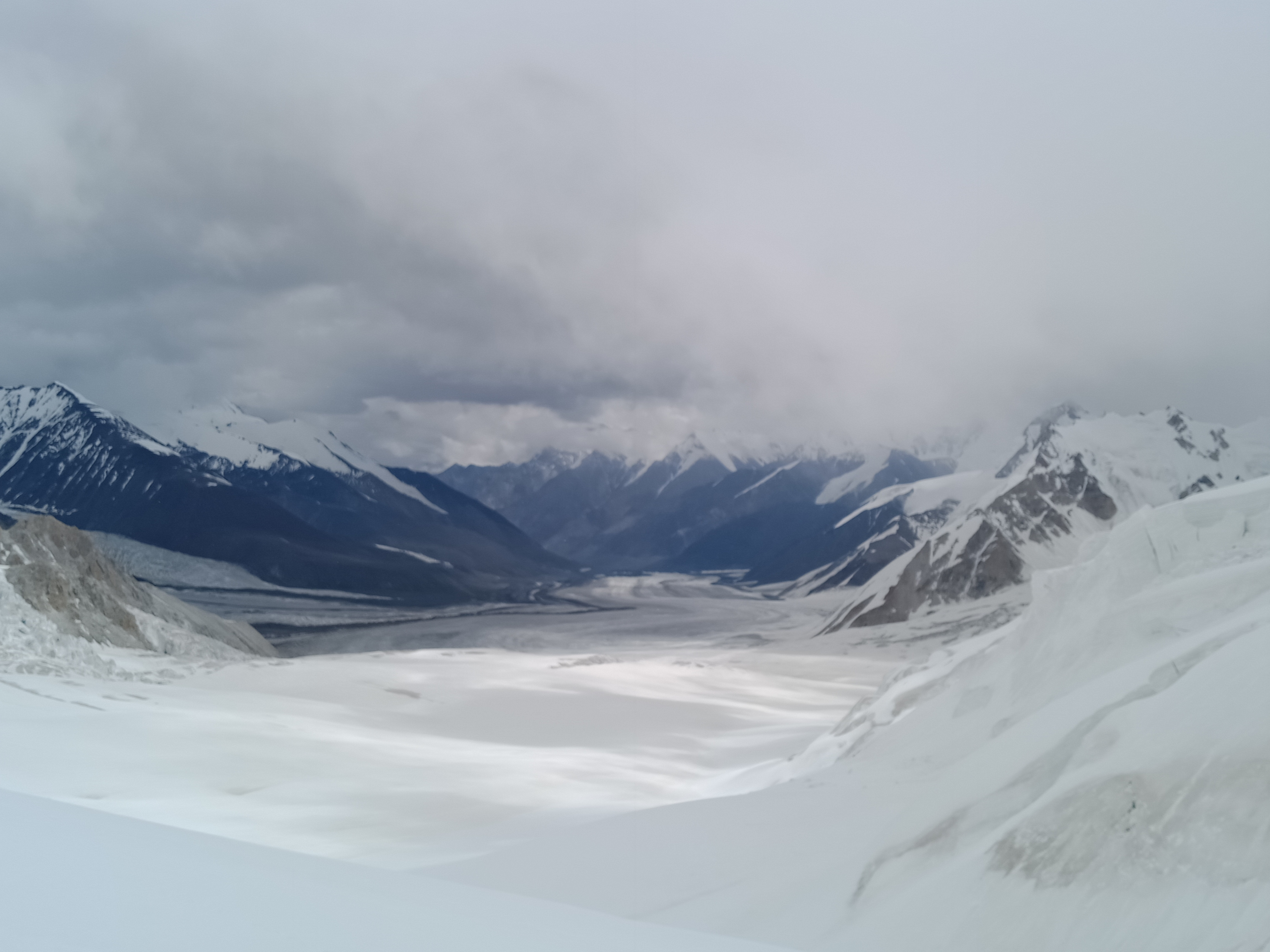
Vista de la glacera Sarpo Laggo, a la frontera Pakistan - Xina